# Portaón (hijo de Perifetes)
En la mitología griega, Portaón es un hijo de Perifetes y nieto de Nictimo, que había sido rey de Arcadia. Portaón Fue padre de Aristas. Es citado por Pausanias.